# Marshall Kirk McKusick
Marshall Kirk McKusick (Wilmington, 19 gennaio 1954) è un informatico statunitense.
È considerato una figura di rilievo nello sviluppo di BSD e FreeBSD. Oltre ad aver lavorato sul Berkeley Fast File System, ha scritto numerosi libri sul sistema operativo. È inoltre autore della mascotte BSD Daemon.